# The Rising
Albums de Bruce Springsteen
Live in New York City
(2001) The Essential Bruce Springsteen
(2003)
The Rising est le douzième album studio de Bruce Springsteen, sorti en 2002.

## L'album
Plusieurs chansons, dont My City of Ruins, ont été composées par Bruce Springsteen après les attentats du 11 septembre 2001 à New York.
Il fait partie des 1001 albums qu'il faut avoir écoutés dans sa vie. 

## Liste des pistes
Toutes les chansons sont écrites et composées par Bruce Springsteen.
| No  | Titre                          | Durée |
| --- | ------------------------------ | ----- |
| 1.  | Lonesome Day                   | 4:08  |
| 2.  | Into the Fire                  | 5:04  |
| 3.  | Waitin' on a Sunny Day         | 4:18  |
| 4.  | Nothing Man                    | 4:23  |
| 5.  | Countin' on a Miracle          | 4:44  |
| 6.  | Empty Sky                      | 3:34  |
| 7.  | Worlds Apart                   | 6:07  |
| 8.  | Let's Be Friend (Skin to Skin) | 4:21  |
| 9.  | Further On (Up the Road)       | 3:52  |
| 10. | The Fuse                       | 5:37  |
| 11. | Mary's Place                   | 6:03  |
| 12. | You're Missing                 | 5:10  |
| 13. | The Rising                     | 4:50  |
| 14. | Paradise                       | 5:39  |
| 15. | My City of Ruins               | 5:00  |

### DVD bonus de l'édition limitée
1. The Rising (en public, MTV Video Music Awards, 29/08/2002)
2. Waitin' on a Sunny Day (en public, The Rising Tour, Barcelone, Espagne, 16/10/2002)
3. Lonesome Day (music video)
4. Mary's Place (en public, The Rising Tour, Barcelone, Espagne, 16/10/2002)
5. Dancing in the Dark (en public, The Rising Tour, Barcelone, Espagne, 16/10/2002)

## Musiciens

### The E Street Band
- Bruce Springsteen – guitare, chant, harmonica
- Roy Bittan – claviers, piano, mellotron, orgue
- Clarence Clemons – saxophone, voix
- Danny Federici – orgue Hammond
- Nils Lofgren – guitare, Dobro, banjo, voix
- Patti Scialfa – voix, guitare
- Garry Tallent – guitare basse
- Steven Van Zandt – guitare, voix, mandoline
- Max Weinberg – batterie

### Autres musiciens
- Soozie Tyrell – violon, voix
- Brendan O'Brien – hurdy gurdy, glockenspiel
- Larry Lemaster – violoncelle
- Jere Flint – violoncelle
- Jane Scarpantoni (en) – violoncelle
- Nashville String Machine (en)
- Asuf Ali Khan and group
- Alliance Singers
- The Miami Horns (en)

## Classements
| Classement (2002)                  | Meilleure position |
| ---------------------------------- | ------------------ |
| Allemagne (Media Control AG)       | 1                  |
| Australie (ARIA)                   | 4                  |
| Autriche (Ö3 Austria Top 40)       | 2                  |
| Belgique (Flandre Ultratop)        | 2                  |
| Belgique (Wallonie Ultratop)       | 3                  |
| Danemark (Tracklisten)             | 1                  |
| États-Unis (Billboard 200)         | 1                  |
| Finlande (Suomen virallinen lista) | 1                  |
| France (SNEP)                      | 3                  |
| Italie (FIMI)                      | 1                  |
| Norvège (VG-lista)                 | 1                  |
| Nouvelle-Zélande (RIANZ)           | 12                 |
| Pays-Bas (Mega Album Top 100)      | 1                  |
| Royaume-Uni (UK Albums Chart)      | 1                  |
| Suède (Sverigetopplistan)          | 1                  |
| Suisse (Schweizer Hitparade)       | 2                  |